# Солошенко Ніна Дмитрівна
Ніна Дмитрівна Солошенко (1 жовтня 1922, Караколь — дата смерті невідома) — український радянський скульптор; член Спілки радянських художників України.

## Біографія
Народилася 1 жовтня 1922 року в селі Караколі (нині Киргизстан). 1955 року закінчила Ленінградське вище художньо-промислове училище імені Віри Мухіної, де навчалася у Аполлінарія Степковського, Володимира Інгала.
Мешкала у Сімферополі в будинку на вулиці Ялтинській, № 117.

## Творчість
Працювала у галузях станкової, монументальної та декоративної скульптури. Серед робіт:
станкова скульптура
- «Ранок» (1957);
- «Перед іспитами» (1960);

декоративна скульптура
- «Достаток» у колгоспі «Шлях Леніна» Мелітопольського району (1963);
- «Сергій Кіров» у колгоспі імені Сергія Кірова у селі Жовтневому (1966).

Брала участь у республіканських виставках з 1957 року